# 3 Falke Bio
3 Falke Bio (også kendt som Tre Falke Bio, og senere kendt som 3 Falke Scenen) var en biograf beliggende på Frederiksberg, København, der åbnede den 23. oktober 1958 og lukkede 14. december 1982 efter 24 års virke.
Biografen var tegnet af arkitekt Ole Hagen som en integreret del af Falkonercentret, og biografen blev kendt for dens store buede "væg-til-væg" og "gulv-til-loft"-lærred, samt at det var den første biograf i Skandinavien, som viste film i det nyopfundne og højkvalitet Todd-AO-bredformat. Biografen bestod af én stor sal, som havde 1000 siddepladser bygget op som et amfiteater.
Biografens navn var en reference til de tre falke, der kan ses i Frederiksberg Kommunes byvåben.